# Kenji Ueno
Kenji Ueno (em japonês:  上野 健爾; Kumamoto, 1945) é um matemático japonês, especialista em geometria algébrica.
Na década de 1970 esteve na Universidade de Tóquio, e foi de 1987 a 2009 professor da Universidade de Quioto, sendo atualmente diretor do Instituto de Matemática Seki Kōwa da Universidade Yokkaichi.
Foi palestrante convidado do Congresso Internacional de Matemáticos em Helsinque (1978: Classification of algebraic manifolds).
Ueno foi professor visitante em diversas universidades, dentre as quais a Universidade de Bonn e a Universidade de Mannheim na década de 1970.
É autor e editor de vários livros sobre geometria algébrica.

## Publicações selecionadas
- Algebraic Geometry, 3 volumes, American Mathematical Society 1999, 2002, 2003 (Vol. 1 From Algebraic Varieties to Schemes, Vol. 2 Sheaves and Cohomology, Vol. 3 Further Studies of Schemes)
- Conformal Field Theory with Gauge Symmetry. [S.l.]: American Mathematical Society. 2008
- with Koji Shiga, Shigeyuki Morita: A Mathematical Gift: the interplay between topology, functions, geometry and algebra. vol. 1 & 2. [S.l.]: American Mathematical Society. 2003; based on lectures in Kyoto, 1996 — Volume 2
- with Yuji Shimizu: Advances in Moduli Theory. [S.l.]: American Mathematical Society. 2001
- Classification theory of algebraic varieties and compact complex manifolds. Col: Lecture Notes in Mathematics 439. [S.l.]: Springer Verlag. 1975; based on lectures in Mannheim, 1972[4]
- with Yukihiko Namikawa: «On geometrical classification of fibers in pencils of curves of genus two». Proc. Japan Acad. 48 (6): 373–376. 1972. MR 0319996. doi:10.3792/pja/1195519625
- «Classification of algebraic varieties, I» (PDF). Compositio Math. 27: 277–342. 1973
- «On algebraic fiber spaces of abelian varieties». Mathematische Annalen. 237: 1–22. 1978. doi:10.1007/bf01351555
- with Joergen Andersen: «Geometric construction of modular functors from conformal field theory». Journal of Knot Theory and its Ramifications. 16: 127–202. 2007. doi:10.1142/s0218216507005233